# Gymnasium Philippinum (Marburg)
Das Gymnasium Philippinum ist ein humanistisches Gymnasium in Marburg in Oberhessen, das im Jahre 1527 von Landgraf Philipp I. gegründet wurde.

## Geschichte
Das Gymnasium wurde 1527 als protestantisches Pädagogium der gleichzeitig gegründeten Marburger Universität von Philipp dem Großmütigen eingerichtet und sollte vor allem den angehenden Studenten die notwendigen Latein- und Griechischkenntnisse vermitteln. Erst 1833 erlangte es als kurfürstliches Gymnasium unter seinem neuen Direktor August Vilmar die Selbständigkeit von der Universität. Seit 1866 war es ein königlich-preußisches Gymnasium.
1868 zog die Schule vom ehemaligen Dominikanerkloster in ein neugotisches Gebäude in der Untergasse. Über einem Portal dort war in Stein gemeißelt zu lesen: Die Furcht des Herrn ist der Weisheit Anfang. 1904 erhielt die Schule zum 400. Geburtstag des Gründers den heutigen Namen. Beim 425. Schuljubiläum im Sommer 1952 hielt Rudolf Bultmann den Festvortrag zum Thema „Humanismus und Christentum“. 1953 wurde in der ehemaligen Knabenschule die Koedukation eingeführt, das erste Mädchen legte 1959 die Abiturprüfung ab. 1969 bezog das Gymnasium einen Neubau gegenüber der Elisabethschule in der Schwangasse, seit 1986 Leopold-Lucas-Straße nach dem ehemaligen Schüler Leopold Lucas. Das alte Gebäude im Zentrum von Marburg wurde im Rahmen der Stadtsanierung abgerissen. Heute steht an diesem Platz ein Kaufhaus. Am 2. August 2010 wurden am Gymnasium Philippinum die Sanierungsarbeiten eingeleitet.

## Philippinum heute
Ein besonderer Schwerpunkt des Philippinums ist der Musikunterricht mit musikalischer Frühförderung (Streicherklassen, Bläserklassen) und Leistungskursen Musik in der Oberstufe. Die humanistische Tradition des Philippinums ist noch am Fremdsprachenunterricht zu erkennen, der mit Latein und Englisch in der fünften Klasse beginnt. Außerdem stehen ab der 9. Klasse Alt-Griechisch, Französisch und Spanisch und ab der 11. Klasse Italienisch und Russisch (in Kooperation mit der Martin-Luther-Schule) als weitere Fremdsprachen zur Verfügung. Schüler des Gymnasiums Philippinums können außerdem das Latinum und Graecum erwerben.

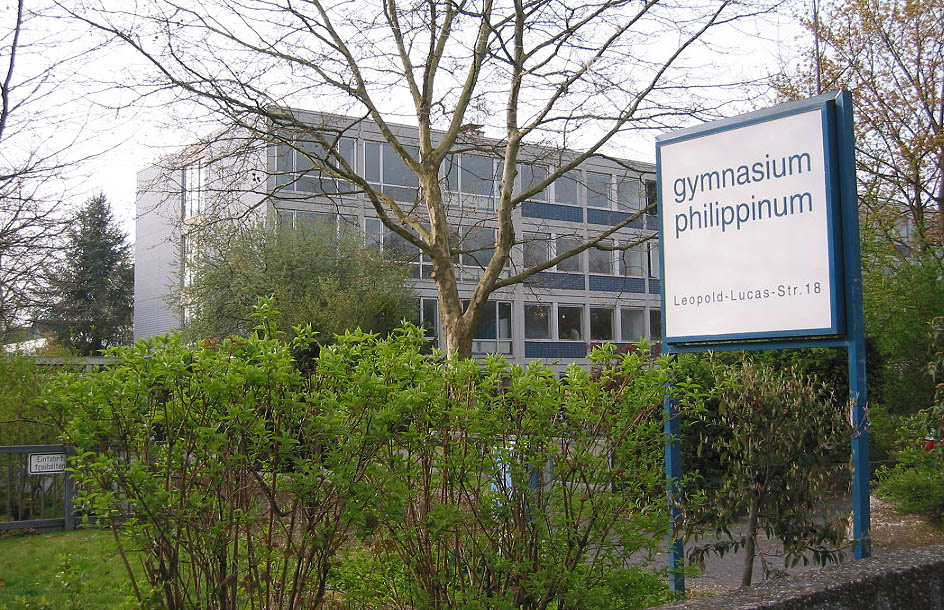
Hauptansicht des Philippinums vor dem Umbau

Bezüglich der Sekundarstufe II hat das Philippinum eine enge Kooperation mit vier Gesamtschulen der näheren Umgebung aufgebaut. Zu diesem Schulverbund gehören die Wollenbergschule in Wetter, die Gesamtschule Ebsdorfergrund in Heskem, die Gesamtschule Niederwalgern und die Richtsberg-Gesamtschule der Stadt Marburg.
Die enge Zusammenarbeit mit der Marburger Philipps-Universität ermöglicht den Schülern ab Klasse 12 die Teilnahme an Propädeutika in den Fachbereichen Philosophie, Mathematik, Literaturwissenschaft und Rechtswissenschaft.
Das Große Orchester der Schule errang gemeinsam mit dem Alten Kurfürstlichen Gymnasium Bensheim den 1. Preis beim 1. Hessischen Schulorchester-Wettbewerb 2011.

## Schülerfirma CodeGames
Im Schuljahr 2016/17 führte das Gymnasium Philippinum erstmals eine eigene Schülerfirma ein. Diese wurde mit dem Namen „CodeGames“ im Rahmen der JUNIOR-Programme des Instituts für Deutsche Wirtschaft (IW) in Köln gegründet. Die 13 Schüler entwickelten in einer AG ein Kartenspiel, den „Marburg Code“, wofür jede Woche Sitzungen stattfanden. Das Spiel wurde vor allem für Touristen der mittelhessischen Kleinstadt entwickelt, eignet sich jedoch auch sehr für Einheimische.
Der „Marburg Code“ selbst erschien Anfang Mai 2017 und basiert auf einer vorher festgelegten Route, die aus 27 Stationen besteht. Für jede einzelne Station gibt es in dem Spiel eine Karte mit einem zu der Station zugehörigen Bild und einem Rätsel auf der Vorderseite sowie einem Informationstext auf der Rückseite der Karte. Das Spiel enthält sowohl Sehenswürdigkeiten, die in Marburg sehr bekannt sind, wie beispielsweise das Landgrafenschloss oder die Elisabethkirche, allerdings auch Stationen, die selbst echte Marburger nicht kennen, so z. B. das Adelshaus.
Weitere Produkte sollen in den nächsten Jahren folgen.

## Internationale Partnerschaften
Es bestehen folgende Austauschprogramme und Partnerschaften:
- Frankreich: Poitiers zum Lycée Camille Guérin
- Spanien: Merida
- Schottland: Edinburgh
- Italien: Rom
- Vereinigte Staaten: Kennebunkport/Maine, Fairfield/Maine, Millersville/Pennsylvania, Topeka, LaCrescenta/California
- Australien: Melbourne

## Bekannte Lehrer
- Nikolaus Asclepius (um 1500–1571), Rechtswissenschaftler, Philosoph, Staatsmann und Hochschullehrer, erster Rektor der Schule
- Caspar Rudolph (1501–1561), Schulleiter und Ephorus
- Justus Vultejus (1529–1575), Schulleiter und Professor für Hebräisch
- Daniel Arcularius (um 1540–1596), Theologe, lehrte ab 1575 am Pädagogium
- Johann Antrecht (1544–1607), hessen-kasselischer Kanzler, lehrte von 1568 bis 1570 sowie 1574/1575 an der Schule
- Theodor Vietor (1560–1645), Pädagogiarch 1603–1624
- Werner Geise († 1658), Pädagogiarch von 1653 bis 1658
- Johann Caspar Santoroc (1682–1745), klassischer Philologe, Pädagogiarch ab 1710
- Johann Christian Multer (1768–1838), Religionslehrer
- Karl Reinhard Müller (1774–1861), Mathematiker und Ehrenbürger Marburgs
- August Friedrich Christian Vilmar (1800–1868), lutherischer Theologe und Germanist, Direktor 1833–1850
- Karl Wilhelm Piderit (1815–1875), Klassischer Philologe
- Philipp Braun (1844–1929), Klassischer Philologe
- Gottfried Friedrich Aly (1852–1913), Klassischer Philologe, Direktor ab 1909
- Karl Fuhr (1853–1917), Klassischer Philologe, Direktor ab 1913
- Cornelius Hölk (1869–1944), Klassischer Philologe, Direktor 1917–1932
- Wilhelm Enßlin (1885–1965), Althistoriker, Lehrer ab 1922
- Hans Volkmann (1900–1975), Althistoriker, Lehrer ab 1930
- Wilhelm Anz (1904–1994), Philosoph und Theologe
- Wilhelm Luther (1910–1976), Klassischer Philologe und Fachdidaktiker, Direktor 1953–1975
- Richard Weber (* 1938), ehemaliger Fußballspieler, Lehrer für Sport und Englisch bis 2002
- Jürgen Gießing (* 1967), Sport- und Erziehungswissenschaftler, Lehrer für Sport und Englisch von 2001 bis 2007
- Horst Falk (* 1970), Lehrer für Mathematik und Physik, Landtagsabgeordneter

## Schüler
- Nicolaus Roding (1519–1580), Theologe, Geistlicher und Hochschullehrer
- Wigand Happel (1522–1572), Rechtswissenschaftler, Hebraist und Hochschullehrer
- Adam Lonitzer (1528–1586), Botaniker
- Johannes Heintzenberger (1531–1581), hessischer Kanzler
- Hermann Vultejus (1555–1634), Rechtswissenschaftler
- Jeremias Vietor (1556–1609), lutherischer Theologe und Geistlicher
- Johannes Althusius (1563–1638), Rechtsgelehrter und Staatstheoretiker
- Anton Matthäus I. (1564–1637), Rechtswissenschaftler
- Johannes Vietor (1574–1628), lutherischer Theologe und Geistlicher
- Erich Graff (1607–1683), Rechtswissenschaftler
- Gregorius Stannarius (1610–1670), reformierter Geistlicher, Theologe und Philosoph
- Johannes Buno (1617–1697), Pädagoge und Theologe
- Johannes Goeddaeus (1651–1719), Rechtswissenschaftler und Hochschullehrer
- Johann Friedrich Hombergk zu Vach (1673–1748), Rechtswissenschaftler, Rektor und Kanzler der Universität Marburg
- Heinrich Otto Duysing (1719–1781), evangelischer Theologe und Hochschullehrer an der Universität Marburg
- Johann Christoph Rudolph (1723–1792), deutscher Jurist und Hochschullehrer in Erlangen
- Johann Philipp Julius Rudolph (1729–1797), deutscher Mediziner, Forschungsreisender und Hochschullehrer in Erlangen
- Philipp Jacob Piderit (1753–1817), Leibarzt des Landgrafen und späteren Kurfürsten Wilhelm I.
- Karl Christian von Gehren (1763–1832), reformierter Geistlicher und Schriftsteller
- Ludwig Hüffell (1784–1856), evangelischer Theologe
- Victor Platner (1822–1888), Privatrechtler in Marburg
- Karl Franz Ferdinand Bucher (1786–1854), Rechtswissenschaftler und Hochschullehrer
- Carl Justi (1832–1912), Kunsthistoriker
- Ludwig Bickell (1838–1901), Fotograf, Denkmalpfleger, Gründer des Marburger Universitätsmuseums
- Wilhelm Wagner (1848–1900), Arzt in Friedberg, Chirurg in Oberschlesien
- Hans Strahl (1857–1920), Anatom, Rektor der Universität Gießen
- Carl Bantzer (1857–1941), Maler
- Karl Vorländer (1860–1928), vertrat als Kantforscher die Marburger Schule/Neukantianismus
- Otto Ubbelohde (1867–1922), Maler, Radierer und Illustrator
- Leopold Lucas (1872–1943), jüdischer Historiker und Rabbiner
- Ludwig Justi (1876–1957), Kunstwissenschaftler, von 1909 bis 1933 Direktor der Nationalgalerie Berlin, von 1949 bis 1957 Generaldirektor der Staatlichen Museen zu Berlin, Hauptstadt der DDR
- Walter Bauer (1877–1960), Theologe
- Kurt Wolff (1887–1963), Verleger
- Werner Bergengruen (1892–1964), Schriftsteller
- Erwin Piscator (1893–1966), Theaterintendant und Regisseur
- Leo Strauss (1899–1973), Philosoph
- Max Plaut (1901–1974), jüdischer Jurist und Ökonom, Verbandsfunktionär
- Carl Joachim Friedrich (1901–1984), Politikwissenschaftler (Harvard, Heidelberg)
- Adolf Arndt (1904–1974), Jurist, Politiker (SPD), Architekturkritiker
- Richard Hamann-Mac Lean (1908–2000), Kunsthistoriker
- Alfred Niebergall (1909–1978), Theologe, Geistlicher und Hochschullehrer
- Friedrich Freiwald (1911–1974), Jurist und Politiker (CDU)
- Wolfgang de Boor (1917–2014), Psychiater, Professor für forensische Psychiatrie und Kriminologie
- Dieter Henrich (1927–2022), Philosoph
- Adolf Martin Ritter (1933–2025), Theologe (Marburg, Heidelberg)
- Christoph Bantzer (* 1936), Schauspieler
- Siegmar Döpp (* 1941), Altphilologe (München, Bochum, Göttingen, Berlin), Vorsitzender der Mommsen-Gesellschaft
- Claus Schreiner (* 1943), Musikpublizist und -produzent, Preisträger des Jazz-Echo 2010
- Frank Michael (* 1943), Komponist und Flötist
- Peter Stein (* 1947), Romanist, Hochschullehrer
- Karl-Heinz Lather (1948–2021), General der Bundeswehr (Heer)
- Jürgen Schölmerich (* 1948), Internist und Hochschullehrer, Vorstandsvorsitzender und Ärztl. Dir. am Uniklinikum Frankfurt am Main
- Christoph Heubner (* 1949), Schriftsteller
- Wau Holland, mit bürgerl. Namen Herwart Holland-Moritz (1951–2001), Internet-Pionier, Mitbegründer des Chaos Computer Clubs (CCC)
- Andreas Schneider (* 1951), Althistoriker, Autor und Reiseschriftsteller
- Georg Ulrich Großmann (* 1953), Kunsthistoriker, Hochschullehrer und Generaldirektor des Germanischen Nationalmuseums in Nürnberg
- Alexander H. Schwarz (* 1957), Buchautor
- Katharina Krause (* 1960), Kunsthistorikerin, Präsidentin der Philipps-Universität Marburg
- Ingrid Arndt-Brauer (* 1961), Politikerin (SPD)
- Gert Anhalt (* 1963), Journalist und Autor von Sachbüchern und Kriminalromanen
- Matthias Bormuth (* 1963), Medizinethiker und Kulturwissenschaftler
- Wolfgang Drechsler (* 1963), Verwaltungswissenschaftler
- Hartmut Leppin (* 1963), Althistoriker und Leibniz-Preisträger 2014
- Matthias Schmidt (* 1963), Politiker (SPD)
- Henning Rübsam, Tänzer und Choreograph
- Volker Leppin (* 1966), Theologe
- Henning Harnisch (* 1968), Basketballspieler
- Michael Frowin (* 1969), Kabarettist, Schauspieler, Regisseur
- Nkechi Madubuko (* 1972), Soziologin, Schauspielerin und TV-Moderatorin
- Andy Groll (* 1974), Filmkomponist
- Gyburg Uhlmann (* 1975), Altertumswissenschaftlerin und Leibniz-Preisträgerin 2006
- Oliver Junk (* 1976), Politiker (CDU)
- Felix Rech (* 1977), Theaterschauspieler
- Malte Wirtz (* 1979), Regisseur und Autor
- Lisa Koop (* 1985), Basketballspielerin
- Lisa Kiefer (* 2002), Basketballspielerin

## Förderverein
Aktive Elternvertreter betätigen sich als Sponsoren für vielfältige schulische und außerschulische Belange. So wurde eine Schülerbibliothek aufgebaut, die weitgehend auf dieser ehrenamtlichen Tätigkeit basiert.

## Vereinigung der Ehemaligen
1927, im 400. Jahr des Bestehens der Schule, wurde ein Ehemaligenverein gegründet, der jährlich die CHRONIKA herausgibt. Interessierte Alumni, Schüler, Lehrer und Freunde der Schule haben sich so eine Möglichkeit geschaffen, die Verbindung zu ihrem Gymnasium aufrechtzuerhalten. Außerdem unterstützt der Ehemaligenverein die Schule bei Anschaffungen im kulturellen und sportlichen Bereich, fördert aber auch einzelne Schülerleistungen und gestaltet dadurch aktiv das heutige Schulleben mit.